# Berliner Ostbahnen
Die Berliner Ostbahnen GmbH war eine Tochtergesellschaft der Gesellschaft für den Bau von Untergrundbahnen, die ab 1899 als Straßenbahnbetreiber auftrat. Der Betrieb umfasste ab 1901 zudem die Industriebahn Oberschöneweide sowie in den Jahren 1904/1905 einen Oberleitungsbusbetrieb. Das Netz entwickelte sich aus zwei zunächst betrieblich voneinander unabhängigen Linien, die 1909 miteinander verknüpft wurden. Der Schwerpunkt lag in den beiden Landgemeinden Ober- und Niederschöneweide. 1920 wurden die Berliner Ostbahnen in die Große Berliner Straßenbahn eingegliedert. Die von ihr erbauten Straßenbahn-Strecken sind teilweise noch in Betrieb, die beiden anderen Betriebsteile wurden bereits aufgegeben.

## Geschichte

### Straßenbahn

#### Anlage der Versuchsstrecke

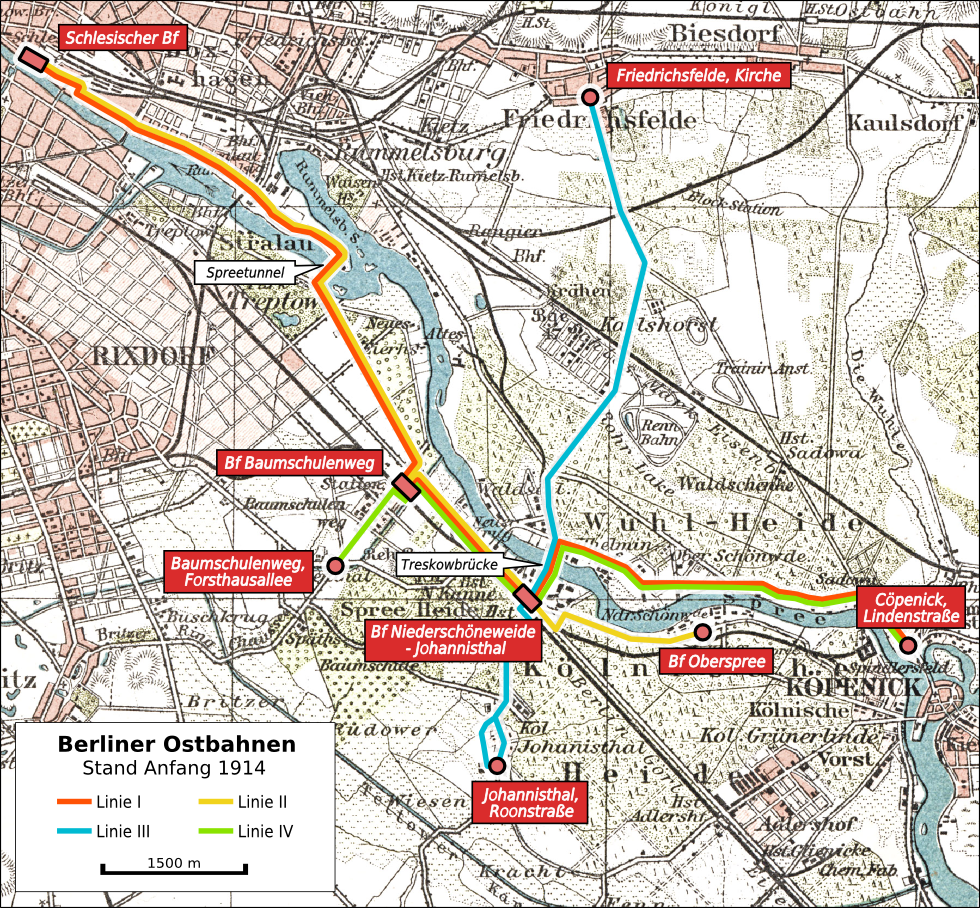
Liniennetz der Berliner Ostbahnen ab 1913

Im Jahr 1891 legte die AEG Pläne für den Aufbau eines Schnellbahn-Netzes in Berlin vor. Im Gegensatz zum 1888 von Siemens & Halske eingereichten Vorschlag einer Hochbahn favorisierte die AEG eine Untergrundbahn. Der Berliner Magistrat hielt das sandige Erdreich unterhalb der Reichshauptstadt jedoch für ungeeignet und stoppte zunächst das Vorhaben. Nach Verhandlungen einigten sich beide Seiten zur Anlage eines Probetunnels unter dem Spreebett im Treptower Park. Unter Beteiligung von AEG, der Deutschen Bank und der Philipp Holzmann AG wurde 1894 die Gesellschaft für den Bau von Untergrundbahnen GmbH ins Leben gerufen.

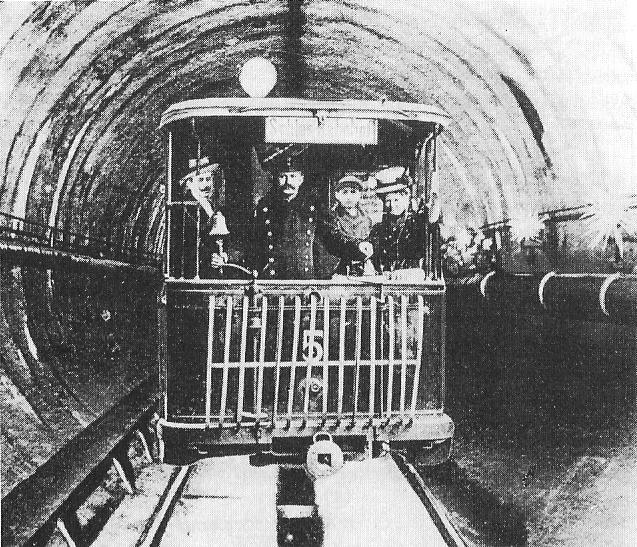
Ein bekanntes Postkartenmotiv zeigte den vollbesetzten Triebwagen 5 im Spreetunnel; das Fahrzeug wurde nachträglich in das Bild eingefügt, 1899

Die für 1896 angesetzte Gewerbeausstellung in Treptow und Forderungen seitens der Landgemeinde Stralau führten zu dem Entschluss, die gesamte Spree zu untertunneln und den Tunnel für die Öffentlichkeit zugänglich zu machen. Die vorbereitenden Arbeiten wurden im Sommer 1895 aufgenommen. Der eigentliche Tunnelbau konnte wegen der verspäteten Lieferung des Mackensenschen Brustschildes erst im Februar 1896 erfolgen. Zur Eröffnung der Gewerbeausstellung am 1. Mai 1896 war daher erst ein 160 Meter langer Abschnitt fertiggestellt. Im weiteren Verlauf der Ausstellung ruhten die Bauarbeiten, die Gesellschaft führte während dieser Pause Verhandlungen mit dem Magistrat zur Konzessionierung einer Straßenbahn-Linie Schlesischer Bahnhof – Treptow, die durch den Tunnel geführt werden sollte. Obwohl die Verhandlungen zunächst negativ für die Gesellschaft ausfielen, entschloss sie sich 1897 kurzerhand zum Weiterbau des Tunnels. Zwischen September 1897 und Februar 1899 wurde der Tunnel komplettiert. Die Länge betrug 454 Meter, davon verliefen 195 Meter unter der Spree in einer Tiefe von drei bis fünf Metern unterhalb des Flussbettes hindurch. Die tiefste Stelle befand sich etwa 10,7 Meter unter dem Wasserspiegel.
Bereits im Februar 1898 reichte der verantwortliche Baudirektor Schnebel erneut ein Gesuch zur Einrichtung der Straßenbahn-Linie ein, dem diesmal stattgegeben wurde. Nachdem die Strecke fertig gestellt worden war, begannen ab dem 16. September 1899 die ersten Probefahrten, der die offizielle Eröffnung der Linie am 18. Dezember 1899 folgte. Die Strecke maß eine Länge von rund 4,7 Kilometern, für die eine Fahrtzeit von 24 Minuten benötigt wurde, davon verliefen zwei Minuten im Tunnel. Die Endhaltestelle befand sich am Platz am Spreetunnel, wo eine Umsteigemöglichkeit zu mehreren Linien der Großen Berliner Straßenbahn (GBS) bestand.
Der geringe Tunneldurchmesser von nicht einmal vier Metern hatte den Einsatz von Wagen mit kleinerem Lichtraumprofil zur Folge, zudem war der betroffene Abschnitt nur eingleisig ausgeführt. Zur Streckensicherung kam daher ein Signalstab, auch „Knüppel“ genannt, zum Einsatz. Ausschließlich der Wagen, dessen Fahrer im Besitz des Stabes war, durfte den Tunnel befahren. Für die Linie setzte sich schnell der Spitzname „Knüppelbahn“ durch.

#### Ausbau des Netzes

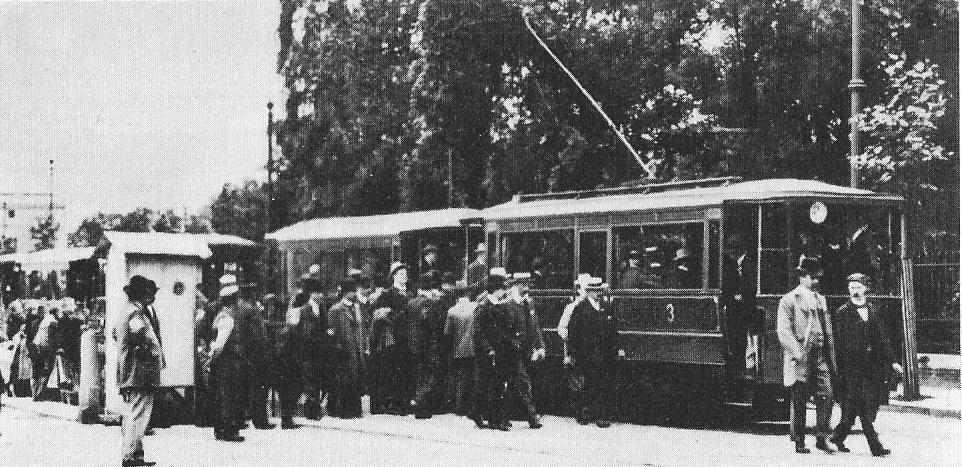
Triebwagen 3 mit Beiwagen in Stralau, um 1902

Zum 1. August 1901 erwarben die Berliner Ostbahnen die von der Grundrenten-Gesellschaft erbaute Industriebahn Oberschöneweide und vollendeten bis zum 5. August 1901 die dort durchgeführten Elektrifizierungsarbeiten. Zehn Tage später nahmen sie ihre zweite Straßenbahn-Linie auf der Verbindung vom Bahnhof Niederschöneweide-Johannisthal (ab 1929: Berlin-Schöneweide) über Berliner Straße, Karlshorster Straße, Siemensstraße, Wilhelminenhofstraße, Ostendstraße und Weiskopffstraße und Cöpenicker Straße (heute An der Wuhlheide) nach Sadowa, Wuhlebrücke an der Grenze zu Cöpenick in Betrieb. Die 5,4 Kilometer Linie verkehrte zunächst im 60-Minuten-Abstand. Am 3. Dezember 1904 wurde sie um etwa 600 Meter nach Cöpenick zur Kreuzung Bahnhofstraße/Ecke Lindenstraße verlängert und die Wagenfolge auf 10 bis 20 Minuten verdichtet. Dort bestand Anschluss an die Linien der Städtischen Straßenbahn Cöpenick, eine Gleisverbindung wurde jedoch nicht hergestellt. Die Linie nutzte teilweise die Gleise der Güterbahn mit. Da die Linie unabhängig zur „Knüppelbahn“ verlief, wurde zusammen für die elektrischen Lokomotiven der Industriebahn ein Betriebshof in der Alteneckstraße (heute Nalepastraße) errichtet.
1905 fand auf einer 6 km langen Versuchsstrecke (Linie Niederschöneweide–Cöpenick) ein Betrieb mit von der AEG gelieferten Mehrsystemfahrzeugen statt. Eine 2,2 km lange Teilstrecke wurde mit Wechselspannung (400 bzw. 600 V, 25–40 Hz), der Rest mit Gleichspannung von 500–550 V betrieben. Zur Umschaltung zwischen den Systemen diente „eine mit dem Fahrschalter kombinierte Umschaltwalze“. Im gleichen Jahr beförderten die Berliner Ostbahnen etwa 2,6 Millionen Fahrgäste.
Im Dezember 1905 wurde die Treskowbrücke als zweite Straßenbrücke über die Spree zwischen Ober- und Niederschöneweide eröffnet und die Linie von Niederschöneweide zur Fabrik Kunheim an der Grenze zu Baumschulenweg verlängert. Eine zweite Linie zwischen Bahnhof Niederschöneweide-Johannisthal nach Ostend über den alten Spreeübergang wurde zur Verstärkung eingerichtet, später wurden die jeweils östlichen Endpunkte getauscht. Nachdem die hölzerne Spreebrücke wegen der zu großen Belastung 1906 gesperrt werden musste, wurde die Linie ebenfalls über die Treskowbrücke geleitet und ihr Endpunkt zur Kreuzung Siemensstraße Ecke Tabberstraße unweit des Betriebshofs verlegt. Anstelle der Holzbrücke wurde ein Jahr später die Stubenrauchbrücke errichtet. Etwa 1908 wurden beide Linien zu einer zusammengefasst; der Abschnitt zur Tabbertstraße nicht mehr bedient.

Triebwagen 37 vor dem Schlesischen Bahnhof in Berlin, um 1912

Ebenfalls 1908 erfolgten der Streckenausbau nach Baumschulenweg und die Verbindung beider Teilnetze. Am 15. Mai 1908 ging es zunächst von der Fabrik Kunheim über die Köpenicker Landstraße zum Bahnhof Baumschulenweg. Am 19. Dezember 1908 folgte die Fortführung über die Baumschulenstraße, Neue Krugallee und Alt-Treptow zum Platz am Spreetunnel. Zu einer Linie Schlesischer Bahnhof–Cöpenick wurden beide Linien am 22. Juni 1909 vereinigt. Im gleichen Jahr wurde eine Zweigstrecke vom Bahnhof Baumschulenweg durch die Baumschulenstraße zur Ecke Forsthausallee errichtet. Die Bedienung erfolgte zunächst mit Pendelwagen, bevor die Linie nach Cöpenick verlängert wurde.
Als nächste Strecke kam ab dem 1. Mai 1910 die Verbindung vom Königsplatz in Oberschöneweide (heute: Kreuzung Wilhelminenhofstraße/Ecke Edisonstraße) durch die Edisonstraße, Karlshorster Chaussee und Treskowallee zur Wilhelmstraße (heute: Alfred-Kowalke-Straße) in Friedrichsfelde. Die Linie endete im Süden zunächst am Bahnhof Niederschöneweide-Johannisthal und wurde im am 18. April 1913 zum Kaiser-Wilhelm-Platz (heute: Teil des Sterndamms) in Johannisthal verlängert. Etwa zwei Monate später wurde die Strecke über eine Blockumfahrung zur Roonstraße (heute: Haeckelstraße) verlängert. Eine Stichstrecke führte von hier aus zum Flugplatz Johannisthal und wurde bei Veranstaltungen mit einem Pendelwagen bedient. Die Bedienung erfolgte alle 15 Minuten.
Ebenfalls im April 1913 wurde vom Bahnhof Niederschöneweide-Johannisthal aus eine Strecke über Grünauer Straße (heute: Michael-Brückner-Straße), Hasselwerderstraße, Berliner Straße (heute: Schnellerstraße) und Sedanstraße (heute: Bruno-Bürgel-Weg) zum Bahnhof Oberspree eingerichtet. Die Linie verkehrte von Oberspree aus über Niederschöneweide und durch den Spreetunnel zum Schlesischen Bahnhof.
Zur besseren Kennzeichnung der Linien führten die Ostbahnen zum 1. Mai Liniennummern anstelle der zuvor farbigen Signaltafeln ein. Die Linien wurden mit römischen Zahlen gekennzeichnet.
| Linie       | von                                                   | über                                                                                         | nach                                      | Länge   |
| ----------- | ----------------------------------------------------- | -------------------------------------------------------------------------------------------- | ----------------------------------------- | ------- |
| I           | Berlin, Schlesischer Bf                               | Spreetunnel – Bf Baumschulenweg – Bf Niederschöneweide-Johannisthal – Treskowbrücke – Ostend | Cöpenick, Lindenstraße Ecke Bahnhofstraße | 14,3 km |
| II          | Berlin, Schlesischer Bf                               | Spreetunnel – Bf Baumschulenweg – Bf Niederschöneweide-Johannisthal                          | Niederschöneweide, Bf Oberspree           | 11,2 km |
| III         | Friedrichsfelde, Kirche                               | Bf Karlshorst – Treskowbrücke – Bf Niederschöneweide-Johannisthal                            | Johannisthal, Roonstraße                  | 8,7 km  |
| IV          | Baumschulenweg, Baumschulenstraße Ecke Forsthausallee | Bf Baumschulenweg – Bf Niederschöneweide-Johannisthal – Ostend                               | Cöpenick, Lindenstraße Ecke Bahnhofstraße | 8,2 km  |
| (Einsetzer) | Johannisthal, Roonstraße                              |                                                                                              | Johannisthal, Flugplatz                   | 0,8 km  |

Mit Beginn des Ersten Weltkriegs Mitte 1914 kam es zu Einschränkungen im Linienbetrieb. Die Linie II wurde auf den Abschnitt von Bahnhof Niederschöneweide-Johannisthal nach Bahnhof Oberspree beschränkt und die Linie IV vorübergehend eingestellt. Im Laufe des Krieges wurden die Linie II ebenfalls komplett eingestellt, die Linie IV dagegen vorübergehend als Pendelwagen zwischen Bahnhof Baumschulenweg und Forsthausallee wieder eingerichtet. Zum Kriegsende verkehrten dagegen beide Linien nicht mehr.

#### Entwicklung ab 1919

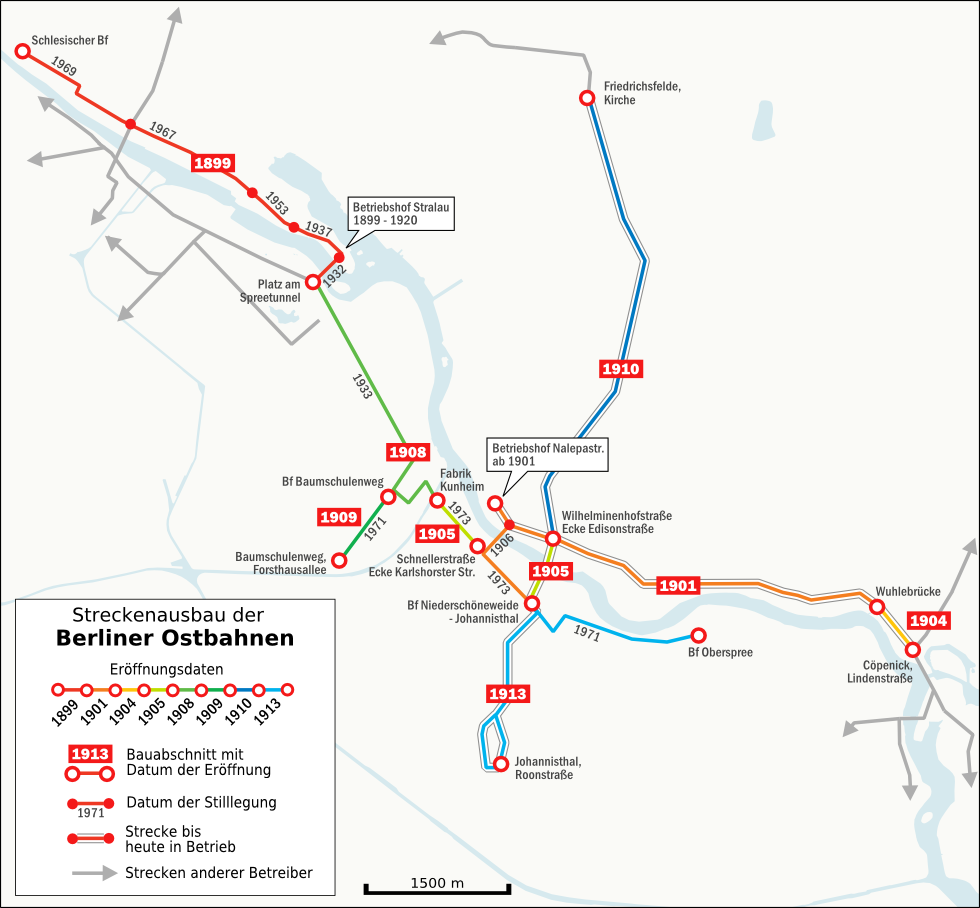
Entwicklung des Streckennetzes der von den Ostbahnen betriebenen Straßenbahnen

Der Verband Groß-Berlin erwarb die Berliner Ostbahnen am 8. September 1919 zu einem Preis von 6,45 Millionen Mark. Am 1. Januar 1920 wurde als Verstärker der Linie I eine neue Linie II zwischen Schlesischem Bahnhof und Platz am Spreetunnel eingerichtet. Gleichzeitig verlängerte die GBS jeden zweiten Zug ihrer Linie 83 im Zuge der Linie I nach Cöpenick. Am Platz am Spreetunnel bestand dafür eine Gleisverbindung zwischen beiden Bahnen.
Die Große Berliner Straßenbahn, die sich seit dem 15. Juli 1919 im Besitz des Zweckverbandes befand und ab dem 20. September 1919 als kommunales Unternehmen geführt wurde, übernahm am 1. Mai 1920 die Berliner Ostbahnen. Mit Inkrafttreten des Groß-Berlin-Gesetzes am 1. Oktober 1920 übernahm die Einheitsgemeinde Groß-Berlin die Rechtsnachfolge des Verbandes. Unter ihrer Federführung wurden die übrigen Straßenbahnbetriebe von der Großen Berliner Straßenbahn übernommen, bevor diese am 13. Dezember 1920 mit den ebenfalls kommunalen Betrieben Städtische Straßenbahnen und Berliner Elektrische Straßenbahnen zur Berliner Straßenbahn zusammengeschlossen wurde.
Die Linien I und II wurden am 1. August 1920 eingestellt und durch die GBS-Linien 84 (Alexanderplatz – Cöpenick, Lindenstraße) und 85 (Alexanderplatz – Treptow, Platz am Spreetunnel) ersetzt. Die Linie III fuhr aus tariflichen Gründen zunächst unter ihrer alten Nummer weiter, am 1. Juli 1921 erhielt sie bei gleich bleibenden Verlauf die Nummer 95.
Während der Inflationsjahre kam es zur vorübergehenden Einstellung eines Großteils der Ostbahn-Strecken. Mit der Umwandlung der kommunalen Berliner Straßenbahn in eine Gesellschaft mit beschränkter Haftung erfolgte schrittweise die Wiederinbetriebnahme der Linien. Der Spreetunnel wurde von der Linie 82 bedient, die Baumschulenstraße von einer neu eingerichteten Linie 95, die Treskowallee von der Linie 70 und nach Oberspree erfolgte die Bedienung durch die Linie 91. Die Neue Krugallee wurde in Richtung Spreetunnel von der Linie 87 bedient, in der Gegenrichtung verkehrten die Züge über die Straße Am Treptower Park und eine neu errichtete Verbindung in der Köpenicker Landstraße. Die Linie 87 stellte gleichzeitig mit der Linie 187 und später der Linie 95 den Anschluss nach Köpenick her.
Da die Anzahl der durch den eingleisigen Spreetunnel verkehrenden Wagen nur begrenzt erhöht werden konnte, verlagerte sich der Straßenbahnverkehr von Niederschöneweide in Richtung der Berliner Innenstadt auf die Route durch den Treptower Park und die Köpenicker Straße. Durch den Spreetunnel verkehrten nur noch wenige Fahrgäste, für die ab 1926 der Einsatz eines Pendelwagens zwischen beiden Tunnelenden ausreichte. Eindringendes Spreewasser sorgte zudem für eine Verschlechterung des Bauzustandes. Die Höchstgeschwindigkeit im Tunnel wurde 1931 auf 15 km/h gedrosselt. Eine Sanierung wurde angesichts der geringen Fahrgastzahlen und der zu erwartenden Kosten von etwa 250.000 Mark verworfen, so dass der Straßenbahnverkehr am 15. Februar 1932 eingestellt wurde. Ein Jahr später wurde die Strecke durch die Neue Krugallee aufgegeben und der Verkehr in beiden Richtungen über die Köpenicker Landstraße und die Straße Am Treptower Park geführt. 1937 folgte die Streckenstilllegung zwischen Stralau, Kirche und der Friedrich-Junge-Straße.
Im letzten Kriegsjahr 1945 kam es zur Zerstörung der Stubenrauchbrücke. Die benachbarte Treskowbrücke wurde vor dem Einmarsch der Roten Armee gesprengt. Im April 1945 kam der Straßenbahnverkehr in Berlin völlig zum Erliegen. Zu den ersten nach der bedingungslosen Kapitulation der Wehrmacht wieder eingerichteten Linien gehörte die Linie 87 zwischen der Elsenstraße in Treptow und dem Bahnhof Schöneweide, die ab Baumschulenweg auf den Gleisen der ehemaligen Ostbahnen verkehrte. Wenige Tage darauf verkehrten die ersten Linien von Oberschöneweide nach Köpenick und Friedrichsfelde. Im Juni 1945 wurde der Verkehr durch die Baumschulenstraße wieder aufgenommen, im Februar 1946 die Straßenbahn nach Johannisthal und Stralau. 1947 wurde die Stubenrauchbrücke provisorisch wiederhergestellt und eine Straßenbahnverbindung zwischen Ober- und Niederschöneweide eingerichtet. Am 1. Oktober 1948 verkehrte die Straßenbahn wieder bis zum Bahnhof Oberspree. Den Abschluss bildete die Wiederinbetriebnahme der Treskowbrücke am 2. August 1951. Die Strecke über die Stubenrauchbrücke blieb bis 1969 als Betriebsstrecke erhalten. Lediglich der kurze Abschnitt in der Straße Alt-Treptow nahe dem ehemaligen Spreetunnel wurde nach 1945 nicht mehr betrieben.

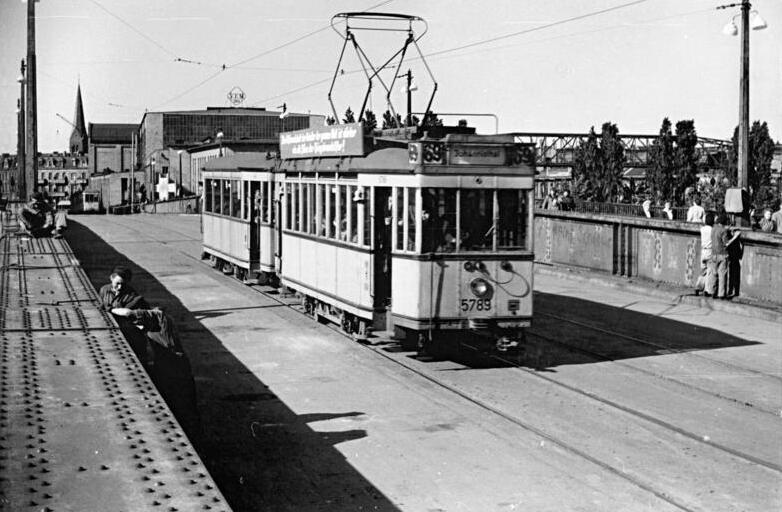
Straßenbahn auf der instandgesetzten Treskowbrücke, 1955

Gleichzeitig mit der Wiederinbetriebnahme der Treskowbrücke nahm die BVG-Ost eine Neubaustrecke in Karlshorst in Betrieb, die einen Anschluss zwischen dem Stadtzentrum und Köpenick unter Umgehung der Westsektoren ermöglichte. Die Linie 82 wurde als Linie E über den Markgrafendamm und Bahnhof Ostkreuz nach Klingenberg und von dort aus weiter über Karlshorst nach Oberschöneweide geführt. Die Straßenbahn nach Stralau wurde somit aufgegeben. In den Jahren 1956 bis 1959 verkehrten nochmals Sonderzüge als Linie 82E anlässlich des Volksfestes Stralauer Fischzug.
In den 1960er und 1970er Jahren kam es zum Ausbau der Straßenverbindung von Friedrichshain über Treptow zum Adlergestell zur Süd-Ost-Magistrale. Die Straßenbahn wurde abschnittsweise aus den betroffenen Straßen entfernt und die Fahrgäste auf die S-Bahn verwiesen. Am 12. Dezember 1967 verschwand die Straßenbahn aus der Stralauer Allee, am 1. Juli 1969 folgte die Mühlenstraße bis zum Ostbahnhof (ehemals: Schlesischer Bahnhof). Nach Oberspree und durch die Baumschulenstraße verkehrte die Linie 92 letztmals am 31. März 1971. Den Abschluss bildete die Streckenstilllegung zwischen Bahnhof Schöneweide und Treptow am 14. Juli 1973. Der kurze Abschnitt in der Wilhelminenhofstraße zum Betriebshof Nalepastraße wird seit dem 15. August 1992 nicht mehr regulär bedient.
Die Strecke durch die Treskowallee wurde hingegen durch ihre Verlängerung entlang der Rhinstraße in Richtung Hohenschönhausen im Rahmen des Tatraprogramms zu einer wichtigen Nord-Süd-Magistrale im Straßenbahnnetz. Zusammen mit der Strecke durch die Straße An der Wuhlheide bildet sie den einzigen Anschluss von der Innenstadt nach Köpenick.

### Güterbahn

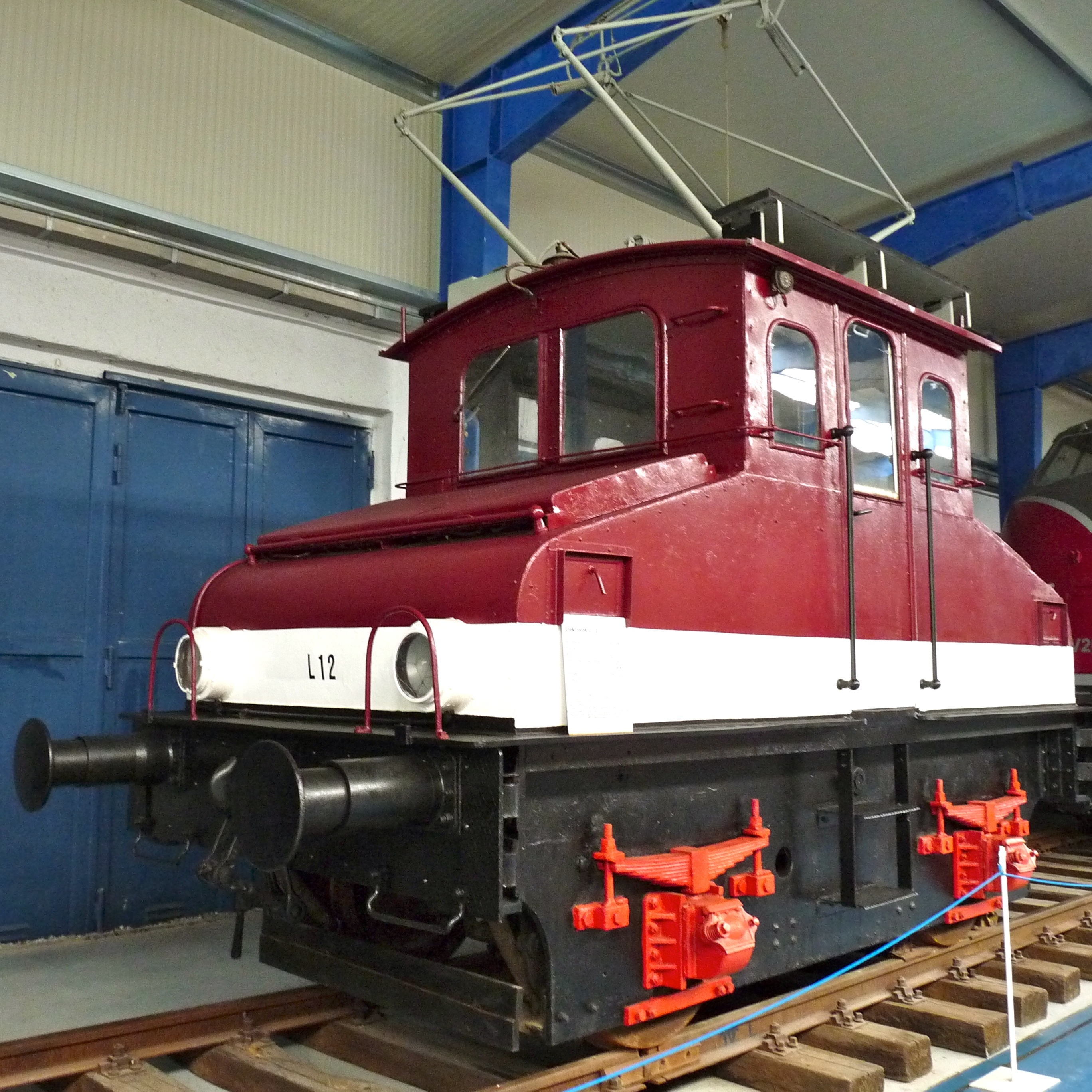
Lokomotive L12 der Industriebahn im Oldtimer Museum Rügen, 2012

In den Jahren 1890/1891 richtete die Grundrenten-Gesellschaft eine Industriebahn vom Bahnhof Niederschöneweide-Johannisthal über die Spreebrücke nach Oberschöneweide ein, wo mehrere Anschlüsse zu den dort vorhandenen Industrieunternehmen bestanden. 1899 wurde ein Anschluss vom Königsplatz über die Edisonstraße und Rummelsburger Straße zum Betriebsbahnhof Rummelsburg hergestellt. Bis 1901 wurden Ochsen und Pferde für den Transport eingesetzt, die Bahn wurde daher auch als „Bullenbahn“ bezeichnet. Der starke Anstieg des Güterverkehrs veranlasste die Grundrenten-Gesellschaft zur Elektrifizierung der Bahn, der am 3. August 1900 durch den Regierungspräsidenten des Regierungsbezirks Potsdam die Erlaubnis erteilt wurde. Am 1. August 1901 erwarben die Berliner Ostbahnen die Industriebahn und nahmen vier Tage darauf den elektrischen Betrieb mit zwei Lokomotiven auf. Die Fahrzeuge wurden zusammen mit der Straßenbahn von Niederschöneweide nach Cöpenick in einem gemeinsamen Betriebshof gewartet. Im Zuge der Spreequerung nutzten beide Bahnen ein gemeinsames Gleis, bevor die Straßenbahn ab 1907 ausschließlich über die Treskowbrücke verkehrte.
Die Bahn verblieb bis 1969 bei den Ostbahnen und ihren Nachfolgern. Bei der Kombinatsbildung der Berliner Verkehrsbetriebe ging die Industriebahn an den VEB Auto Trans Berlin über. Zehn Jahre später wurde die ursprüngliche Strecke nach Rummelsburg stillgelegt und eine Neubaustrecke abseits der Hauptstraßen in Betrieb genommen. Der Verkehr über die Spree nach Niederschöneweide wurde bereits nach Kriegsende aufgegeben.
Die Bahn war bis zur politischen Wende ein wichtiger Bestandteil zur Versorgung der Industriebetriebe Oberschöneweides. Als nach 1990 ein Großteil der ansässigen Werke geschlossen und der Verkehr auf die Straße verlagert wurde, folgte die Einstellung des Verkehrs zum 10. November 1995. Bis März 1997 wurden noch einzelne Fahrten mit einem Zweiwegefahrzeug durchgeführt.

### Oberleitungsbus

Wagen 200 der Gleislosen Bahn Niederschöneweide–Johannisthal, um 1905

Im Dezember 1904 richtete die AEG zwischen Bahnhof Niederschöneweide-Johannisthal und dem Johannisthaler Dorfkern eine Oberleitungsbuslinie nach dem System Stoll ein. Der Fahrstrom für die zwei Fahrzeuge wurde aus dem Netz der Ostbahnen gespeist, die den Betrieb durchführten. Für die 1,5 Kilometer lange Strecke benötigten die Wagen etwa acht Minuten. Da die Fahrmotoren für den Winterbetrieb zu klein bemessen waren, musste der Betrieb bereits nach drei Monaten im Februar 1905 eingestellt werden.

### Werkverkehr
Zwischen 1901/1902 und 1904 bestand zwischen Bahnhof Niederschöneweide-Johannisthal und Ostend, am östlichen Ende der Wilhelminenhofstraße, auf den Gleisen der Berliner Ostbahnen ein Werkverkehr von AEG und der Accumulatoren Fabrik Aktiengesellschaft (AFA). Zum Einsatz kamen der Triebwagen 7 der AFA und der Beiwagen 1 der AEG. Der Zug verkehrte jeweils zum Schichtwechsel der Betriebe.
Die Benutzung war für Werkangehörige kostenlos, fremden Personen war die Nutzung untersagt. Nach 1904 ging der AEG-Beiwagen in den Bestand der Ostbahnen über, über den Verbleib des AFA-Triebwagens ist nichts bekannt.

## Betrieb

### Tarife
| Datum         | Einzel- fahrt | Sammel- karte | Anz. Fahrten |
| ------------- | ------------- | ------------- | ------------ |
| 1. Juli 1918  | 0,15 M        | 0,80 M        | 6            |
| 20. Jan. 1919 | 0,20 M        | 1,10 M        | 6            |
| 1. Sep. 1919  | 0,25 M        | 1,25 M        | 6            |
| 1. Jan. 1920  | 0,30 M        | 2,00 M        | 7            |
| 1. Apr. 1920  | 0,50 M        | 3,00 M        | 6            |
| 21. Mai 1920  | 0,70 M        | 5,00 M        | 8            |

Für beide Straßenbahnteilnetze galten zunächst eigene Tarife, die 1909 zusammengeführt wurden.
Für die erste Linie erhoben die Berliner Ostbahnen einen Fahrpreis von 10 Pfennig für die Gesamtstrecke. Ferner wurden Monatskarten zum Preis von 4,50 Mark, Schülermonatskarten für 3 Mark und Arbeiterwochenkarten für 60 Pfennig ausgegeben. Letztere galten nur werktags und nicht zwischen 8 und 17 Uhr.
Für die ab Niederschöneweide verkehrende Linie wurde wegen der längeren Strecke ein Fahrpreis von 20 Pfennig erhoben, es bestanden jedoch Teilstrecken zum Preis von 10 Pfennig. Ab 23:30 Uhr bis Betriebsschluss wurde ein gesonderter Nachttarif erhoben, die Preise lagen hier bei 30 Pfennig für die Gesamtstrecke und 15 Pfennig bei den Teilstrecken. Bis 1908 kosteten Monatskarten im Teilnetz Niederschöneweide 5 Mark für die gesamte Strecke beziehungsweise 3 Mark für die Teilstrecken, Schülermonatskarten kosteten 3 Mark beziehungsweise 2 Mark, Arbeiterwochenkarten waren zu 1 Mark beziehungsweise 60 Pfennig erhältlich.
Mit dem Zusammenschluss wurde der Fahrpreis für eine Fahrt vom Schlesischen Bahnhof nach Cöpenick auf 25 Pfennig festgelegt. Teilstrecken kosteten 10 Pfennig beziehungsweise 15 Pfennig. Ab 1914 wurden auch Teilstreckenfahrscheine zu 20 Pfennig ausgegeben. Einzelne Teilstrecken berechtigten zum Umsteigen am Königsplatz sowie an den Bahnhöfen Niederschöneweide-Johannisthal und Baumschulenweg.
Im Laufe des Jahres 1918 schloss der Verband Groß-Berlin, der sich seit 1912 um die Verkehrsbelange in Berlin und den Kreisen Niederbarnim und Teltow kümmerte, neue Zustimmungsverträge mit den Berliner Straßenbahn-Betrieben ab. Kernpunkte waren darin das festgelegte Erwerbsrecht des Verbandes sowie die Einführung des 12,5-Pfennig-Einheitstarifs auf den Netzen der jeweiligen Betreiber. Mit Hinblick auf die wenig günstige Wirtschaftslage der Ostbahnen sah der hier abgeschlossene Vertrag einen geringfügig höheren Tarif vor. Der Preis für eine Einzelfahrt lag zwar auch bei 15 Pfennig, anstelle der Doppelfahrscheine zu 25 Pfennig durften die Berliner Ostbahnen aber Sammelkarten für sechs Fahrten zu 80 Pfennig (Einzelfahrt = 13,3 Pfennig) ausgeben. Der Preis für einen Umsteigefahrschein lag nun bei 20 Pfennig. Die Zeitkarten blieben ebenfalls erhalten.
Der Fahrpreis wurde nach Kriegsende inflationsbedingt in kürzer werdenden Abständen angehoben und die Anzahl der Fahrten einer Sammelkarte entsprechend angepasst. Zum 1. Januar 1920 galten für Zeitkarten folgende Tarife:
- Monatskarte für 1 Linie 23,50 Mark
- Monatskarte für 2 Linien 30,00 Mark
- Monatskarte für 3 Linien 39,00 Mark
- Monatskarte für alle Linien 60,00 Mark
- Schülermonatskarte 8,00 Mark
- Arbeiterwochenkarte für 6 Fahrten 1,50 Mark
- Arbeiterwochenkarte für 12 Fahrten 3,00 Mark

Allerdings waren bereits im 1. Quartal 1920 die Ausgaben enorm gestiegen, so etwa für den Unterhalt der Fahrzeuge um 1000 %, für Strom um 930 % oder für Löhne und Gehälter um 500 %.
Nach dem 1. Mai 1920 galt auf den Linien der Ostbahnen größtenteils der Berliner Einheitstarif. Für den Übergang von und zur Linie III wurden, wie auch bei den Bahnen in Cöpenick oder Heiligensee, separate Umsteigefahrscheine benötigt. Die Höhe des Fahrpreises auf der Linie selbst ist für diesen Zeitraum nicht bekannt.

### Wagenpark

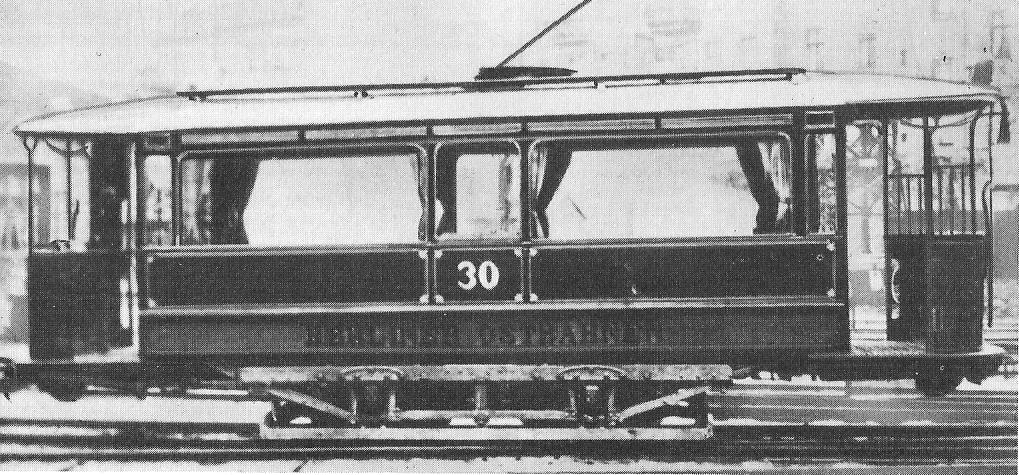
Triebwagen 30, um 1905

Fahrleitungsuntersuchungswagen F3 (ex BO 36) im Betriebshof Schöneberg, 1964

Die Berliner Ostbahnen besaßen ab 1899 zunächst 14 Trieb- und 17 Beiwagen, die wegen des eingeschränkten Lichtraumprofils im Spreetunnel „Tunnelwagen“ genannt wurden. Bis 1914 wurde der Bestand auf 46 Triebwagen und 52 Beiwagen erhöht. Hinzu kamen fünf Lokomotiven und ein Stückguttriebwagen bei der Industriebahn. Die Triebwagen waren ein- und zweistellig nummeriert, die Beiwagen erhielten Nummern im 100er Nummernbereich, die Fahrzeuge der Industriebahn solche im 200er Nummernbereich.
Im Jahr 1912 vernichtete ein Depotbrand in Stralau fünf Triebwagen der ersten Lieferserie. Die verbliebenen Triebwagen der Serie wurden unter den Nummern 1 bis 9 zusammengefasst, während die Triebwagen 26 bis 30 die Nummern 10II bis 14II erhielten. Die Triebwagen mit den alten Nummern 31–36 erhielten eine um fünf niedrigere Wagennummer (26–31). Die Berliner Ostbahnen kauften im selben Jahr zehn Triebwagen als Ersatz für die vernichteten Fahrzeuge. Ab 1914 verkehrten erstmals Fahrzeuge mit einem größeren Profil.
Zwischen 1916 und 1919 wurden die Triebwagen 13–21 und 23 zu Beiwagen umgebaut, die Nummern blieben erhalten. Gleichzeitig erfolgte 1919 der Umbau der Beiwagen 148–152 zu Triebwagen. Die fünf verbliebenen Beiwagen dieser im Jahr 1914 ausgelieferten Serie wurden 1924 ebenfalls zu Triebwagen umgebaut. Ab 1934 wurden diese Wagen gemäß dem BVG-Typenschlüssel als TF 14/24 S bezeichnet. Sie waren zu diesem Zeitpunkt die einzigen noch im Personenverkehr eingesetzte Ostbahn-Fahrzeuge. Die erhaltenen Tunnelwagen des Baujahres 1912 waren zu dieser Zeit im Arbeitswagenpark eingesetzt, vornehmlich als Turmwagen.
Nach dem Ende des Zweiten Weltkriegs waren neben diversen Arbeitsfahrzeugen und den Lokomotiven der Industriebahn noch 13 Triebwagen vom Typ TF 14/24 S im Bestand verzeichnet. Von diesen kamen nach der Verwaltungstrennung der BVG drei Fahrzeuge zur BVG-West, wo sie 1950 ausgemustert wurden. Von den übrigen zehn Triebwagen der BVG-Ost gingen fünf Fahrzeuge im Jahr 1957 als Beiwagen zur Straßenbahn Karl-Marx-Stadt und fuhren dort bis 1969 weiter. Drei weitere Triebwagen kamen 1959 zur Strausberger Eisenbahn und wurden dort ohne Einsatz verschrottet. Die übrigen zwei Triebwagen wurden im selben Jahr in Berlin ausgemustert.
Bei drei der nach 1949 erhaltenen Turmwagen baute die BVG-West im Jahr 1950 die Fahrmotoren aus, die Fahrzeuge erhielten die Bezeichnung Fahrleitungsuntersuchungswagen. Wagen F3 (ex BO 36) war bis zur Einstellung des Straßenbahnverkehrs in West-Berlin im Einsatz und gelangte anschließend in die Nahverkehrssammlung der BVG im Betriebshof Britz. Seit der Auflösung der Sammlung im Jahr 1993 befindet sich das Fahrzeug in der Obhut des Denkmalpflege-Vereins Nahverkehr Berlin. Er soll äußerlich in den Auslieferungszustand zurückversetzt werden.
| Baujahr   | Hersteller                                                   | ab 1912 | ab 1920              | Verbleib |
| --------- | ------------------------------------------------------------ | ------- | -------------------- | --- |
| 1899      | van der Zypen & Charlier / AEG                               | 1–9     | 4085–4093            | bis 1912 Tw 1–14; 1925 Umbau Tw 4085+4086 zu Bw 1475II+1476II, 1927 in Bw 1854IIII+1855II, 1929 ausgemustert; 1925 Umbau Tw 4087–4093 zu Bw 1856–1862, 1932 ausgemustert |
| 1902      | van der Zypen & Charlier / AEG                               | 10–25   | 1423–1432; 4094–4099 | bis 1912 Tw 15–30; 1916–1919 Umbau Tw 13–21+23 zu Bw (ab 1920: 1423–1432), 1929 ausgemustert; 1924 Umbau Tw 4099 (ex 25) zu Hilfesgerätewagen H20, Verbleib unbekannt; 1925 Umbau Tw 4094–4098 (ex 10–12, 22, 24) zu Bw 1863II–1867II, 1929 ausgemustert                                                                     |
| 1910      | Nordwaggon / AEG                                             | 26–31   | 4100–4105            | bis 1912 Tw 31–36, 1933 ausgemustert |
| 1912      | Nordwaggon oder van der Zypen & Charlier oder Herbrand / AEG | 32–41   | 4106–4115            | 1929 Umbau zu Arbeitswagen: 4106 oder 4108 = A259, um 1933 ausgemustert; 4109 = T26 4110 = T10 = F3 (1950), 1967 ausgemustert, als hist. Fz. erhalten; 4111 = A282 = T16 = F2 (1950), 1965 ausgemustert 4112 = T24; 4113 = T10 = F1 (1950), 1958 ausgemustert; 4114 = A292, vor 1950 ausgemustert; übrige Verbleib unbekannt |
| 1914      | van der Zypen & Charlier / AEG                               | 42–46   | 4116–4120            | Tw 4116–4118 nach 1949 zur BVG-West, 1950 ausgemustert; Tw 4119 (ex 45) 1957 nach Karl-Marx-Stadt (Bw 633), 1969 ausgemustert; Tw 4120 (ex 46) 1959 nach Strausberg (ohne Einsatz ausgemustert) |
| 1899      | van der Zypen & Charlier                                     | 101–117 | 1433–1449            | 1929 ausgemustert |
| 1909      | van der Zypen & Charlier                                     | 118–124 | 1450–1456            | 1930 ausgemustert |
| 1910      | van der Zypen & Charlier                                     | 125–132 | 1457–1464            | 1930 ausgemustert |
| 1912      | van der Zypen & Charlier                                     | 133–140 | 1465–1472            | 1927 Bw 1471+1472 in Bw 1448II+1449II, 1932 ausgemustert; übrige 1927 ausgemustert |
| 1887      |                                                              | 141     | 1473                 | ex AEG Bw 1; 1904 übernommen, 1927 ausgemustert |
| 1888      |                                                              | 142     | 1474                 | ex BDK Bw 6; 1904 übernommen, 1927 ausgemustert |
| 1914      | van der Zypen & Charlier                                     | 143–147 | 1475–1479            | 1924 Umbau in Tw 4126II–4130II; 4128II+4130II Kriegsverlust; übrige 1949 zu BVG-Ost, 1957 nach Karl-Marx-Stadt (Bw 635–637), 1969 ausgemustert |
| 1914      | van der Zypen & Charlier                                     | 148–152 | 4121–4125            | 1919 Umbau in Tw (el. Ausrüstung AEG), 1949 zu BVG-Ost; Tw 4121 (ex 148) 1957 nach Karl-Marx-Stadt (Bw 634), 1969 ausgemustert; Tw 4124+4125 (ex 151+152) 1959 nach Strausberg (ohne Einsatz ausgemustert); übrige 1959 ausgemustert                                                                                         |
| 1901      | AEG                                                          | 200     |                      | Stückgutwagen; 1912 ausgemustert |
| 1901      | AEG                                                          | 201     | L14                  | nach 1952 ausgesondert |
| 1901      | AEG                                                          | 202     | L15                  | 1979 abgestellt; 1982 verschrottet |
| 1907 1916 | AEG                                                          | 203–205 | L12, L13, L16        | bis 1991 abgestellt |

### Betriebshöfe
Infolge der bis 1908 bestehenden Netztrennung verfügten die Berliner Ostbahnen über zwei Betriebshöfe in Stralau und Niederschöneweide. Die Höfe wurden zusammen mit den jeweils ersten Strecken in den Jahren 1899 beziehungsweise 1901 eröffnet.

#### Tunnelstraße

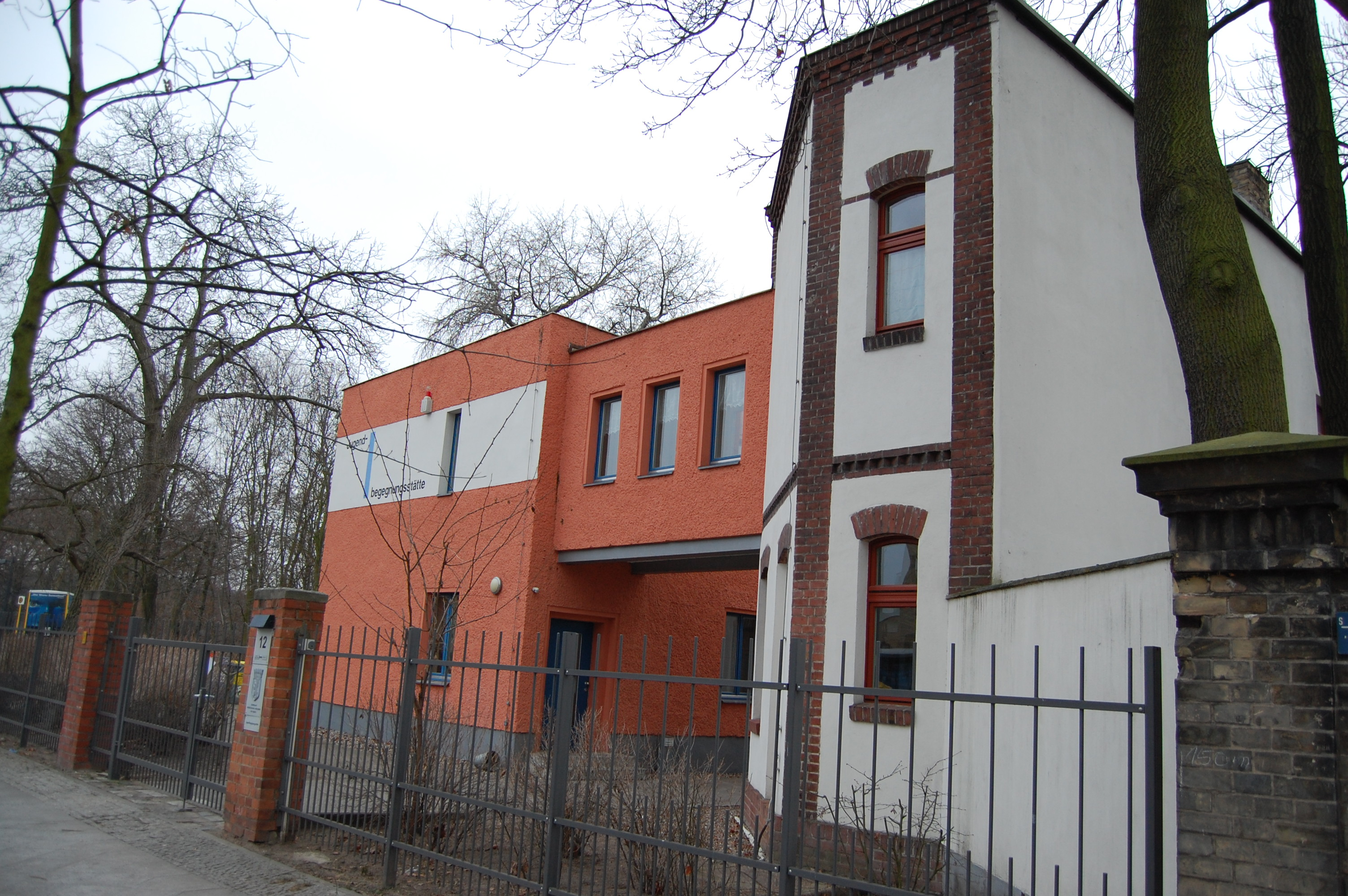
Das Verwaltungsgebäude mit Anbau von 2001, 2008

Der erste Betriebshof der Berliner Ostbahnen lag unweit der nördlichen Tunneleinfahrt in der Tunnelstraße 12 in Stralau. Das Zufahrtgleis verlief zunächst neben der Tunnelrampe und schwenkte dann auf das Grundstück neben dem Stralauer Kirchhof. Der Spreetunnel lag unmittelbar darunter. Es gab zwei Hallen, eine in Ziegelbauweise mit vier Gleisen sowie eine hölzerne Halle mit zwei Gleisen im hinteren Teil des Grundstücks, sowie ein zweigeschossiges Dienstgebäude an der Straßenseite. Letzteres beherbergte von 1902 bis 1906 die Verwaltung der Berliner Ostbahnen. Da die Platzverhältnisse sehr beengt waren, wurden die einzelnen Wagen über eine Schiebebühne auf die jeweiligen Hallengleise verteilt. Die hölzerne Halle, in der vorwiegend Beiwagen abgestellt waren, lag etwas zur Straße versetzt, sodass die Bühne mittig lag.
Ein Brand im Jahr 1912 zerstörte fünf im Hof stationierte Triebwagen der Serie 1–14. Ob der Holzschuppen sowie die darin befindlichen Beiwagen von dem Feuer betroffen waren, ist nicht bekannt.
Nach 1920 führte die Berliner Straßenbahn den Betriebshof als Außenstelle des Betriebshofs Treptow unter der Nummer XXa. Er diente vermutlich als Abstellplatz für ausrangierte Wagen und wurde kurz darauf geschlossen. In den 1930er Jahren nutzte ein ortsansässiger Ruderverein die direkt an die Spree angrenzenden Hallen. Die Gebäude wurden mit Ausnahme des Dienstgebäudes im Zweiten Weltkrieg zerstört. Im denkmalgeschützten Verwaltungsbau befindet sich seit einem Umbau im Jahr 2001 eine Jugendbegegnungsstätte.

#### Nalepastraße

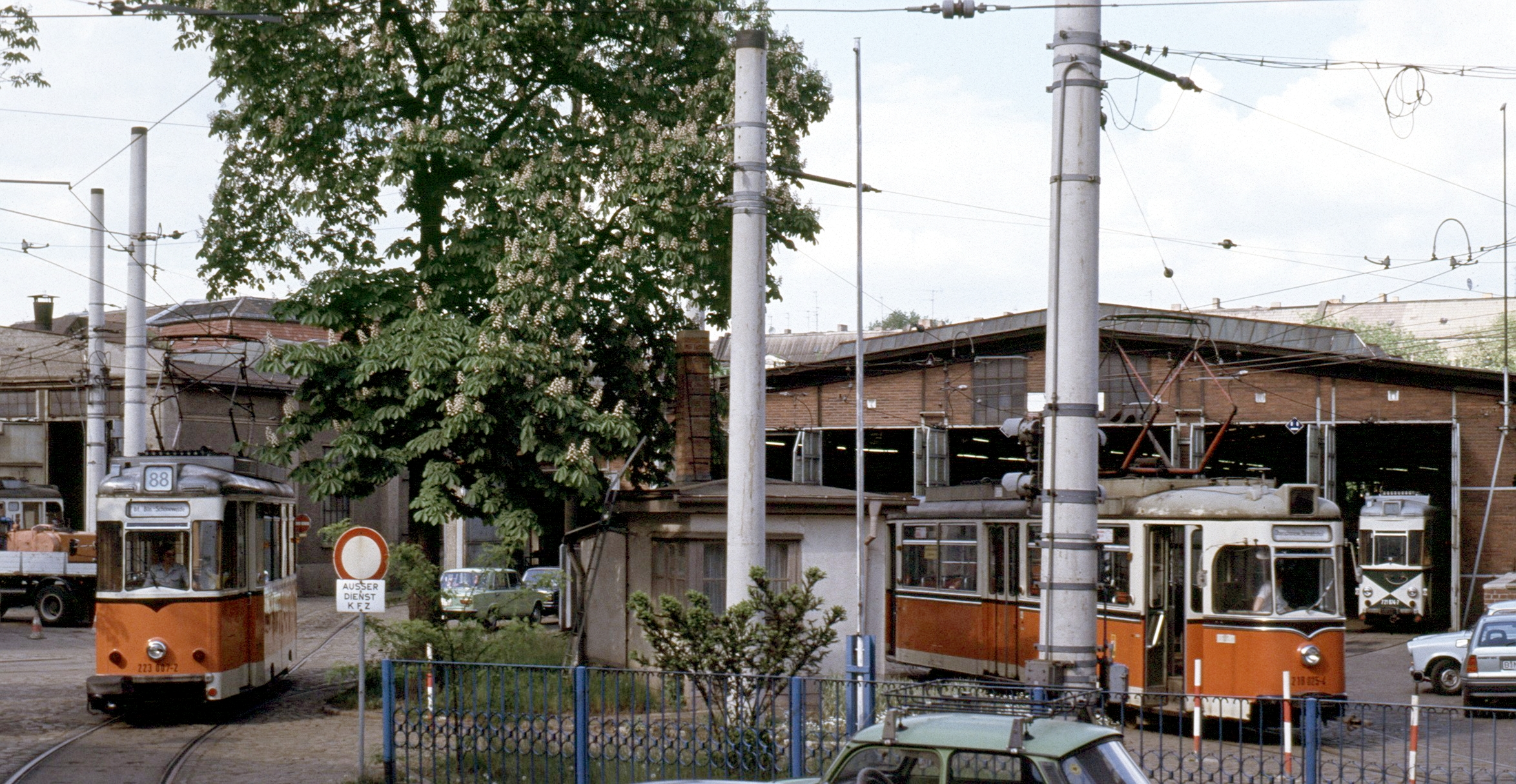
Betriebshof Nalepastraße, 1991

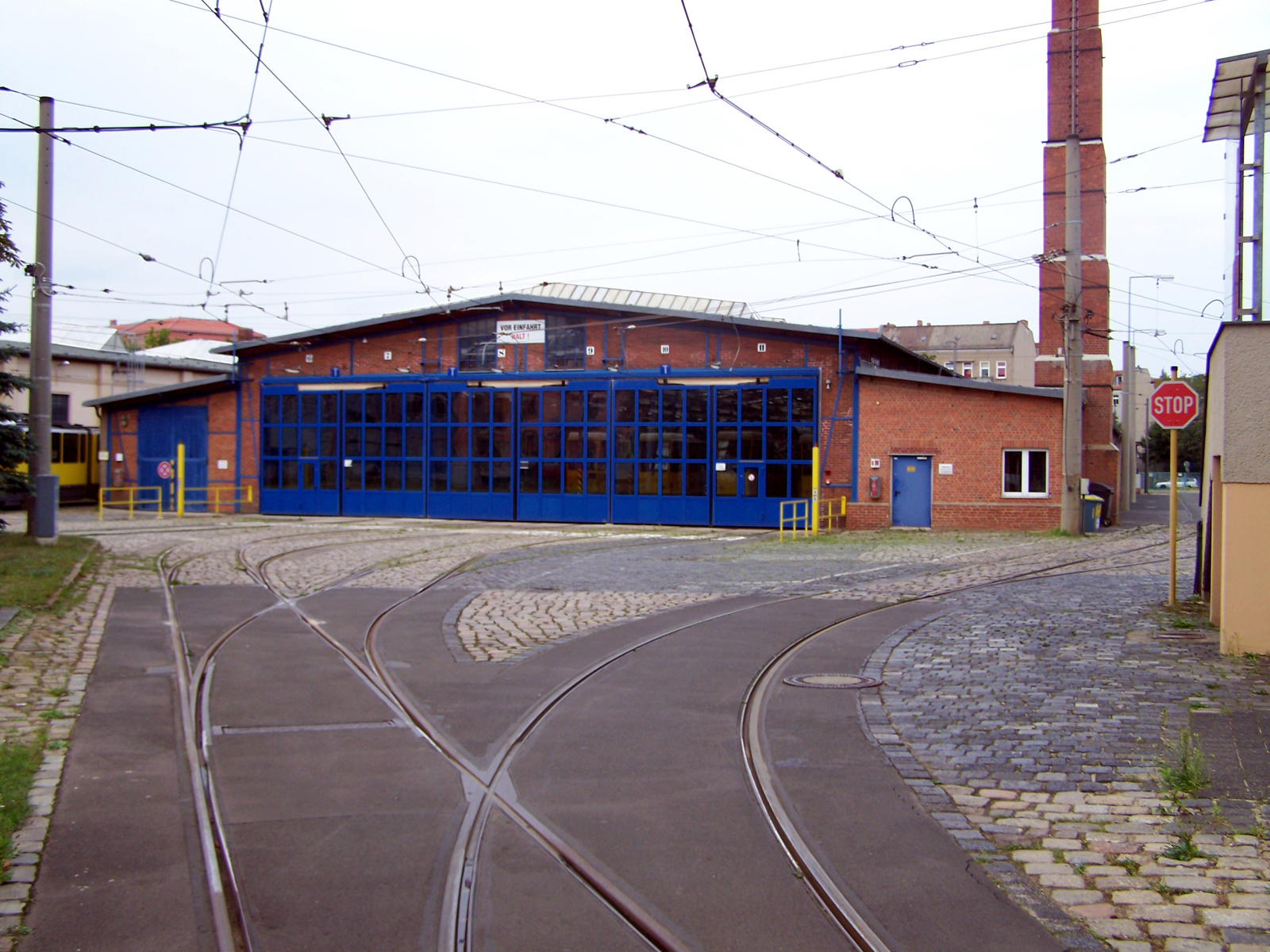
Betriebshof Nalepastraße, 2008

Der 1901 eröffnete zweite Hof in der Alteneckstraße (ab 1904: Nalepastraße) diente neben dem Straßenbahnverkehr auch der Unterhaltung der Lokomotiven der Industriebahn. Er hat zwei Wagenhallen mit acht Gleisen sowie eine fünfgleisige Freiluft-Abstellanlage. In den 1970er Jahren war der Neubau eines Betriebshofes in der Wuhlheide vorgesehen. Die Höfe Nalepastraße und Köpenick wären anschließend stillgelegt worden. Da sich der Schwerpunkt des Streckennetzes durch den Bau der Großwohnsiedlungen in Marzahn, Hohenschönhausen und Hellersdorf in diese Bezirke verlagerte, wurden die Pläne nicht verwirklicht. Bis 1995 diente der Hof als Betriebshof der Güterbahn, bis 2004 als Betriebshof der Straßenbahn. Seitdem wird er als Wagenhalle für ausrangierte Fahrzeuge genutzt. Eine Reaktivierung erfolgt zeitweise, wenn der Betriebshof Köpenick nicht bedient werden kann.